# 扎普雷希奇

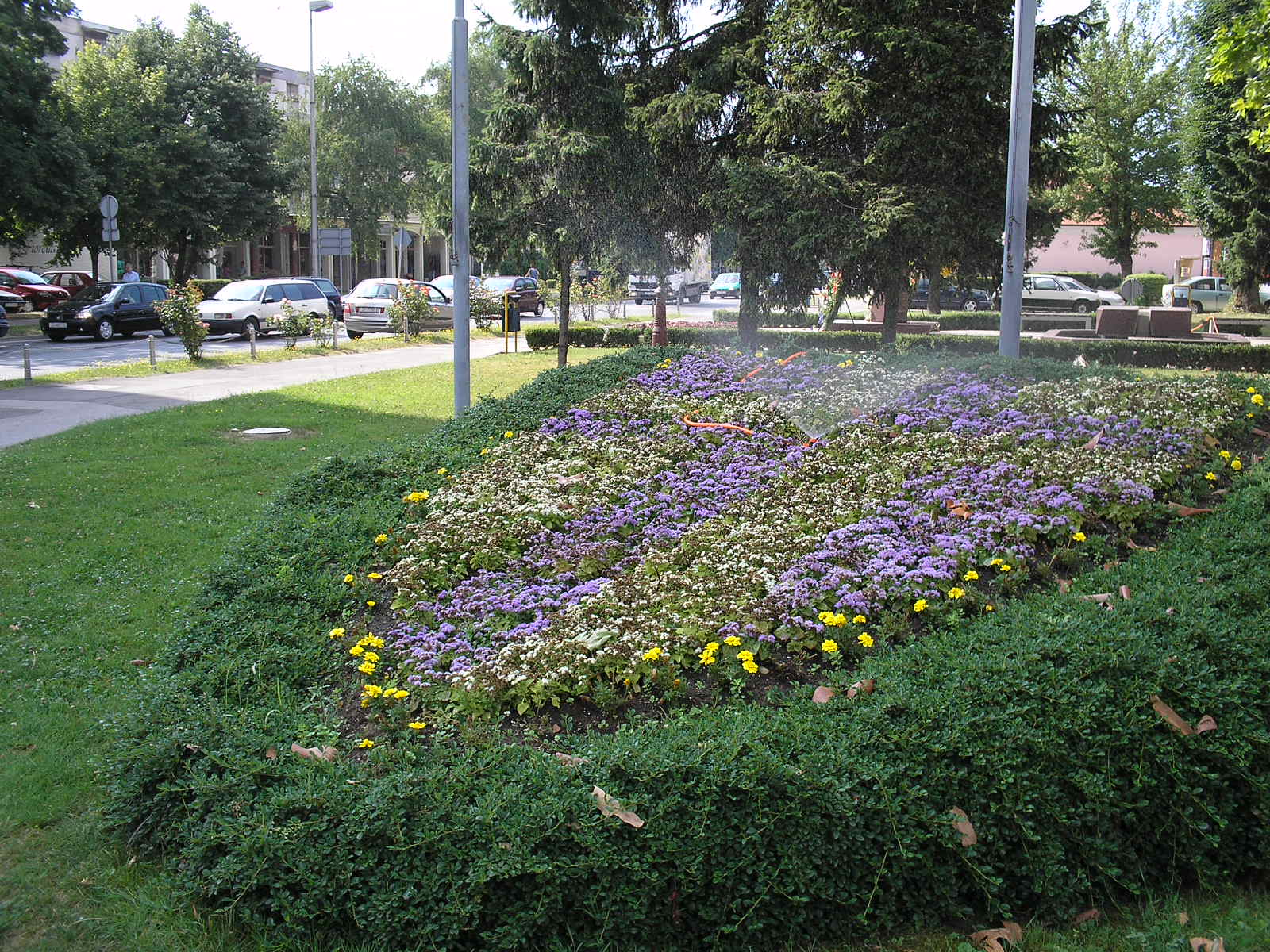

扎普雷希奇（發音：[zâːpreʃitɕ]）是克羅地亞的城鎮，位於該國中部，距離首府薩格勒布17公里，由薩格勒布縣負責管轄，面積52.6平方公里，海拔高度52.6米，人口為25,223人。扎普雷希奇是薩格勒布縣第三大，和人口最多的城鎮。扎普雷希奇位於薩格勒布的西北方，鄰緊斯洛文尼亞邊境。
由於有不少鐵路和公路運輸途經扎普雷希奇，並陂鄰連接薩格勒布和中歐的A2公路，故此，扎普雷希奇亦被稱為薩格勒布西北方的大門。
扎普雷希奇內有4所小學，1所中學和2所大學。扎普雷希奇都會區中有6座城堡，組成了宮殿徑 (palace path)。扎普雷希奇亦有自己的博物館和藝術館。扎普雷希奇內最受歡迎的活動是足球，區內有一支名為國際扎普雷希奇足球俱樂部的球隊，於克羅埃西亞足球甲級聯賽角逐。扎普雷希奇區內亦設有高爾夫球渡假村。

## 外部連結
- Zaprešić Official Website （页面存档备份，存于） （克羅埃西亞文）
- Zaprešić on the Zagreb County Tourist Board （页面存档备份，存于）
- Map of Zaprešić （页面存档备份，存于）